# 遊☆戯☆王デュエルモンスターズ8 破滅の大邪神
『遊☆戯☆王デュエルモンスターズ8 破滅の大邪神』（ゆうぎおうデュエルモンスターズエイト はめつのだいじゃしん）は、2003年3月20日にコナミから発売されたゲームボーイアドバンス専用の遊☆戯☆王オフィシャルカードゲーム デュエルモンスターズを題材としたゲームソフトである。

## 概要
遊☆戯☆王デュエルモンスターズシリーズ第8作目。バトルシティ編完結後のオリジナルストーリー。前作「遊☆戯☆王デュエルモンスターズ7 決闘都市伝説」の続編にあたり、ルールも前作同様の非OCGルールを採用している。消えた千年パズルと復活したペガサスをめぐる物語で、おおまかには原作がベースだが随所にアニメ独自の設定が登場する、という珍しい体裁である。前作に引き続き、一部のキャラクターには声が付いているが、今作も「俺のターン」と言ったシンプルなものばかりである。また、作中でタッグデュエルという表現が度々出て来るが、シングルデュエルを別々にしているだけである。
2025年2月27日にNintendo Switch『遊戯王 アーリーデイズコレクション』で復刻された。

## 主な変更点
前作で廃止された通信ケーブルを用いた対戦、カード交換が復活している。だがカードの総数は800枚と、前作よりも減少している。今作は難易度が非常に高く、前作と同じようなシステムだが、勝利後に入手出来るゲーム内通貨（ドミノ）とデッキキャパシティと呼ばれる言わば経験値が大幅に減少している。前作では一度に入手出来るデッキキャパシティは最低でも5はあったが、今作のクリア前では1が基本であり、強敵でも3が最高である。1000ドミノ必要なパスワードを入力してもカードショップで入荷されるだけで入力に失敗するとその1000ドミノは戻ってくることはなく、買う際の販売されているカードの値段も前作の10倍、カードを売る際の値段は売値の20分の1になっており、難易度の高さに拍車を掛けている。
RPGのような設定が採用されており、デュエル後にLPが回復しない。回復するにはデュエル中にLPが回復するカードを使うか、デュエル終了後に自宅に戻ってセーブしなければならない。また、終盤の敵キャラクターはLPが10000以上、プレイヤーが1枚しかデッキに入れられない制限カードが3枚積まれているなど、OCGのルールを逸脱している。
初めて神のカードを全て入手することが出来るようになった。「ラーの翼神竜」は原作に登場した3形態（「スフィアモード」「バトルモード」「フェニックスモード」）がそれぞれ別々のカードとして登場しているが、新しいモードのカードを入手すると、それまでのモードのカードは消滅してしまう。ただし「フェニックスモード」が墓地に行くと、「バトルモード」で特殊召喚される。フェニックスモードを入手するためのパスワードは、現在は存在しない公式ホームページと攻略本下巻に掲載されている。

## ストーリー
武藤遊戯が朝目覚めると千年パズルが無くなっていた。主人公、城之内克也と共に千年パズルを探しに外に出たところ、イシズ・イシュタールから大邪神レシェフが神のカードの力を奪い、復活したことを聞く。大邪神を再び封印するためには、神のカードが必要不可欠。力を失った神のカードに再び力を宿すため、千年アイテムが必要だと知った三人は、もう一人の遊戯と世界を救うために世界中を飛び回ることとなる。

## 登場人物

### 仲間のデュエリスト
- 武藤遊戯（むとう ゆうぎ）
- 城之内克也（じょうのうち かつや）
- イシズ・イシュタール
- 海馬瀬人（かいば せと） - 声：津田健次郎
- 海馬モクバ（かいば モクバ）
- 孔雀舞（くじゃく まい） - 声：寺田はるひ
童実野埠頭の豪華客船にいる。魂のカードは「ハーピィ・レディ」。
- ゴースト骨塚（ゴーストこつづか） - 声：鈴木真仁
イタリアのカタコンペにいる。キースから再び手下になるように誘われるが、かつて裏切られたことから断り、主人公たちに力を貸してくれる。魂のカードは「ゴースト王－パンプキング－」。
- ダイナソー竜崎（ダイナソーりゅうざき） - 声：中村悠一
カナダの化石発掘現場にいる。魂のカードは「二頭を持つキング・レックス」。
- 梶木漁太（かじき りょうた） -  声：浪川大輔
ガラパゴスの海辺にいる。魂のカードは「伝説のフィッシャーマン」。
- インセクター羽蛾（インセクターはが） -  声：高乃麗
ガラパゴスの遺跡の近くにいる。魂のカードは「インセクト女王」。
- エスパー絽場（エスパーろば） -  声：伊藤舞子
魂のカードは「人造人間 －サイコ・ショッカー」。
- リシド
- マリク・イシュタール
デュエルに勝つことで、ラーの翼神竜を「スフィアモード」から「バトルモード」にしてくれる。また、上述のパスワードを入力後に「バトルモード」から「フェニックスモード」にしてくれる。
- 磯野
カイバーマンショーでカイバーマンを演じる。

### 大邪神レシェフと天馬太陽の一味
- 大邪神レシェフ
神のカードの力を奪って復活した。あるパスワードを入力することで、姿がゴエモンインパクトに変わる。
- 天馬太陽（てんま たいよう）
このゲームのキーパーソン。大邪神レシェフによって操られている。
- 闇のプレイヤーキラー
- 死者の腹話術師
アニメでは死の物真似師が代わりに登場している。
- 迷宮兄弟
- 死の物真似師
原作には登場しないが、アニメでは死者の腹話術師の代わりに登場している。
- 天馬団（てんまだん）
大邪神レシェフにより生み出された感情を持たないデュエリスト。
- ダークデュエリスト
前述の天馬団が遊戯の仲間たち6人（羽蛾、竜崎、梶木、骨塚、舞、絽場）を模したデュエリスト。6人のデッキの簡易版を使いたとえ倒しても何回も蘇ってくる。消滅させるには6人が渡してくれた「魂のカード[注釈 6]を手に入れれば倒すことができる。

### ネオグールズ
- キース・ハワード - 声：駒田一
かつてバンデッド・キースとして名を轟かせた元全米チャンピオン。マリク無き後のグールズを、ネオグールズと改名して率いている。
- にんぎょう
- レアハンター
プレイヤーが一枚ずつしか入れられないエクゾディアパーツを、原作に忠実に3積みしている強敵。
- パンドラ
- 光の仮面
- 闇の仮面
- BIG5
モクバに泣きついてカイバーマンショーの敵役を演じる。だが、レアハンターに唆されてネオグールズに寝返る。

### その他の登場人物
シャーディー
千年錠、千年秤を入手した時にイメージが登場する。クリア後に永遠の間にて対戦可能。
洗脳された城之内
クリア後永遠の間にて対戦可能。マリクに操られて茶色い目の中の白目がなく、プレイヤーに対して「てめぇを潰すぜ。」と挑発的な発言をする。
ミレニアムガーディアンズ
千年アイテムを守護しており、所有者に相応しいかデュエルを仕掛けて来る。
シモン・ムーラン
自称デュエリストを見守る仙人。ミレニアムガーディアンズとの6連戦に勝利することで、ペガサス島の結界を解いてくれる。クリア後に永遠の間にて対戦可能。
闇獏良（やみばくら）
クリア後に永遠の間にて対戦可能。
闇マリク - 声：岩永哲哉
ラーの翼神竜「フェニックスモード」を入手後に永遠の間にて対戦可能。
海馬乃亜（かいば のあ）
アニメオリジナルのキャラクターで、クリア後に永遠の間にて対戦可能。
ジョン・クロード・マグナム
アニメオリジナルのキャラクター。童実野埠頭の豪華客船で舞に求婚している。
レベッカ・ホプキンス
全米チャンピオンに君臨する天才少女。祖父が友情の証として双六にプレゼントした「青眼の白龍」のカードを海馬が破いたと知り、傲慢な態度をへこませようとデュエルを申し込むが、その程度の称号では相手にならないと一蹴される。主人公に勝てば挑戦を受けてやると海馬に言われ、主人公とデュエルすることになる。
花咲友也（はなさき ともや）
「ダーク・ヒーロー ゾンバイア」のコスプレをして、ネオグールズに果敢に挑んだ。
真崎杏子（まざき あんず）
　双六のカード屋さんにいる。
武藤双六（むとう すごろく）
カードを買ったり売ったりすることが出来る。パスワードを入力することで、そのパスワードに対応したカードが店で売り出されるようになる。

## 同梱カード
- ブラック・マジシャンズ・ナイト - 予約限定特典
- 騎士の称号
- 賢者の宝石
- サテライト・キャノン

### 攻略本同梱カード
- ゲルニア - 上巻同梱カード
- ゴブリンゾンビ - 下巻同梱カード

## 関連書籍
- 遊☆戯☆王デュエルモンスターズ8 破滅の大邪神（はめつのだいじゃしん）―ゲームボーイアドバンス版（上巻）（Vジャンプブックス-ゲームシリーズ）（2003年3月20日発行、ISBN 978-4-08-779229-4）
- 遊☆戯☆王デュエルモンスターズ8 破滅の大邪神（はめつのだいじゃしん）―ゲームボーイアドバンス版（下巻）（Vジャンプブックス-ゲームシリーズ）（2003年4月22日発行、ISBN 978-4-08-779239-3）